# Naft Sefīd
Naft Sefīd (persiska: نفت سفید, Naft-e Sefīd) är en ort i Iran.   Den ligger i provinsen Khuzestan, i den centrala delen av landet, 500 km söder om huvudstaden Teheran. Naft Sefīd ligger 241 meter över havet och antalet invånare är 535.
Terrängen runt Naft Sefīd är kuperad åt nordost, men åt sydväst är den platt. Runt Naft Sefīd är det ganska glesbefolkat, med 50 invånare per kvadratkilometer. Naft Sefīd är det största samhället i trakten. Trakten runt Naft Sefīd är ofruktbar med lite eller ingen växtlighet.